# Steppe patagonienne
Localisation
La steppe patagonienne (parfois appelé désert patagonien) est une écorégion terrestre définie par le Fonds mondial pour la nature (WWF), qui appartient au biome des prairies, savanes et brousses tempérées de l'écozone néotropicale. Elle s'étend en Patagonie argentine entre la cordillère des Andes et l'Atlantique jusqu'au détroit de Magellan et recouvre également la péninsule Valdés et l'archipel des Malouines. C'est une zone froide désertique caractérisée par un vent sec et des gelées nocturnes pouvant survenir toute l'année. Le niveau élevé d'endémisme que l'on y rencontre a conduit à son inclusion dans la liste          « Global 200 » des régions les plus représentatives de la biodiversité mondiale. 